# Marine Corps Recruit Depot San Diego
Das United States Marine Corps Recruit Depot San Diego (MCRD San Diego) ist eine Militärbasis in San Diego, Kalifornien, in der alle männlichen Rekruten, die bei ihrer Anwerbung westlich des Mississippi gelebt haben, ihre Grundausbildung absolvieren. Marines die hier ihre Grundausbildung absolviert haben, werden im Corps umgangssprachlich „Hollywood Marines“ genannt.

## Rekrutenausbildung

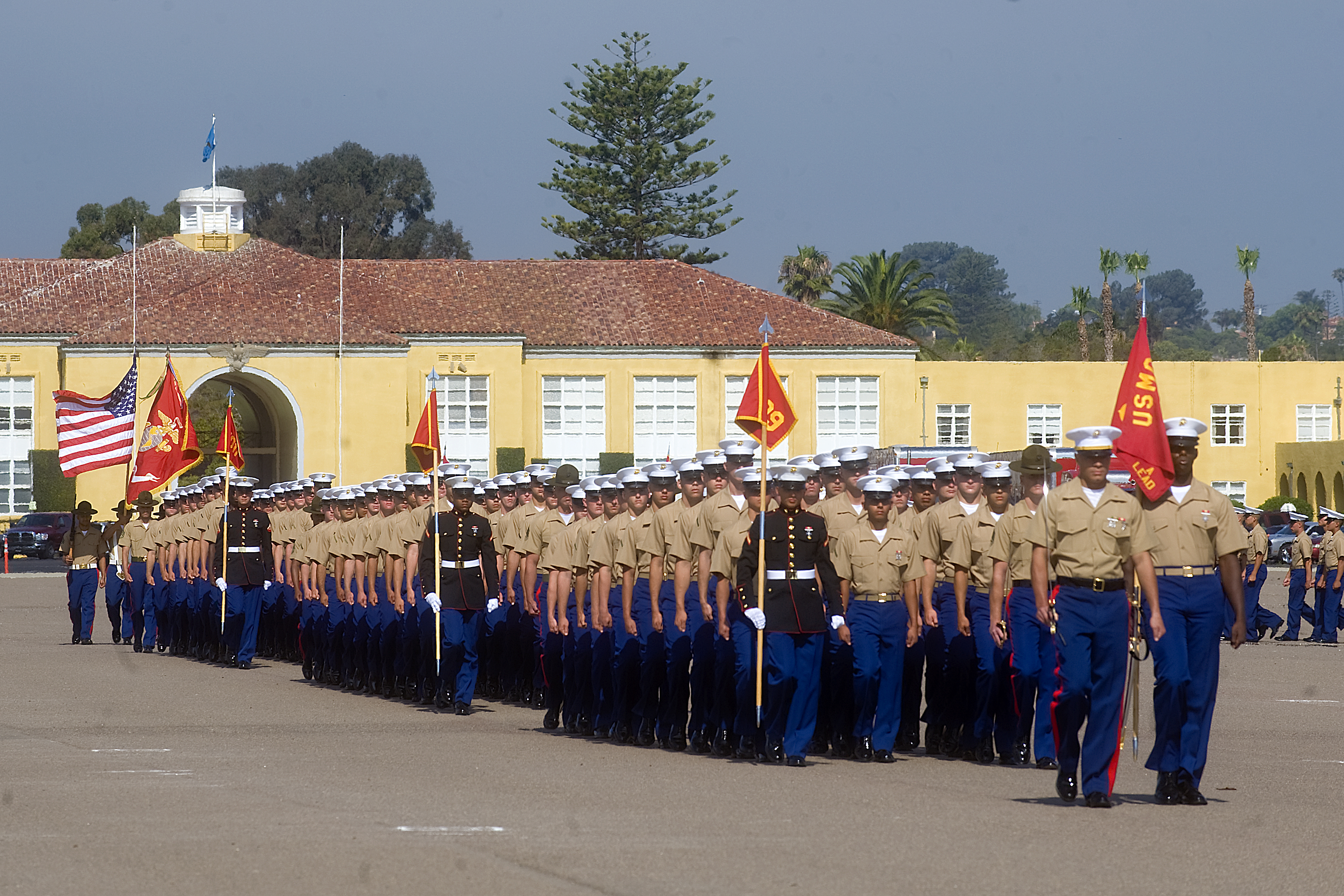
Rekruten des MCRD San Diego

Die Grundausbildung für Rekruten des US Marine Corps, auch Boot Camp genannt, dauert dreizehn Wochen, in denen der Rekrut von der zivilen Welt getrennt wird und gleichzeitig lernt, sich an die Welt und die Denkweise der Marines anzupassen. Während des Trainings lernen die Rekruten neben allgemeinen militärischen Fähigkeiten alles über das Nahkampftraining der Marines, Hygiene und Sauberkeit bis hin zur Geschichte der Marines. Körperliche Fitness wird besonders betont. Um die Abschlussprüfung zu bestehen, müssen Rekruten in einer 54-stündigen Übung mehrere Aufgaben unter besonderen Belastungen (Stress, Nahrungs- und Schlafentzug) erfüllen.
Das Marine Corps bildet seine Rekruten in zwei 'Boot Camps' aus; San Diego ist für alle zuständig, die westlich des Mississippi angeworben wurden. Für alle östlich des Mississippi geworbenen Rekruten findet die Grundausbildung im MCRD Parris Island in der Nähe von Beaufort im US-Bundesstaat South Carolina statt.

## Museum
Innerhalb der Kaserne befindet sich das Marine Corps Command Museum.